# Mont Ōyama
Le mont Ōyama (大山, Ō-yama), aussi nommé mont Afuri (阿夫利山 ou 雨降り山, Afuri-yama) ou mont Kunimi (Kunimi-yama), est une montagne japonaise de 1 252 m d'altitude située aux bordures d'Isehara, Hadano et Atsugi dans la préfecture de Kanagawa. Il forme avec le mont Tanzawa et d’autres sommets des monts Tanzawa le parc quasi national de Tanzawa-Ōyama.

## Géologie
La montagne est composée de roches mafiques non alcalines âgées de 7 à 15 millions d’années. Les roches ont été dissociées des fonds marins durant le Néogène et ont remonté au sein de l’île de Honshū lorsque l’arc Izu-Bonin-Mariana est entré en collision avec le Japon.

## Montagne sacrée

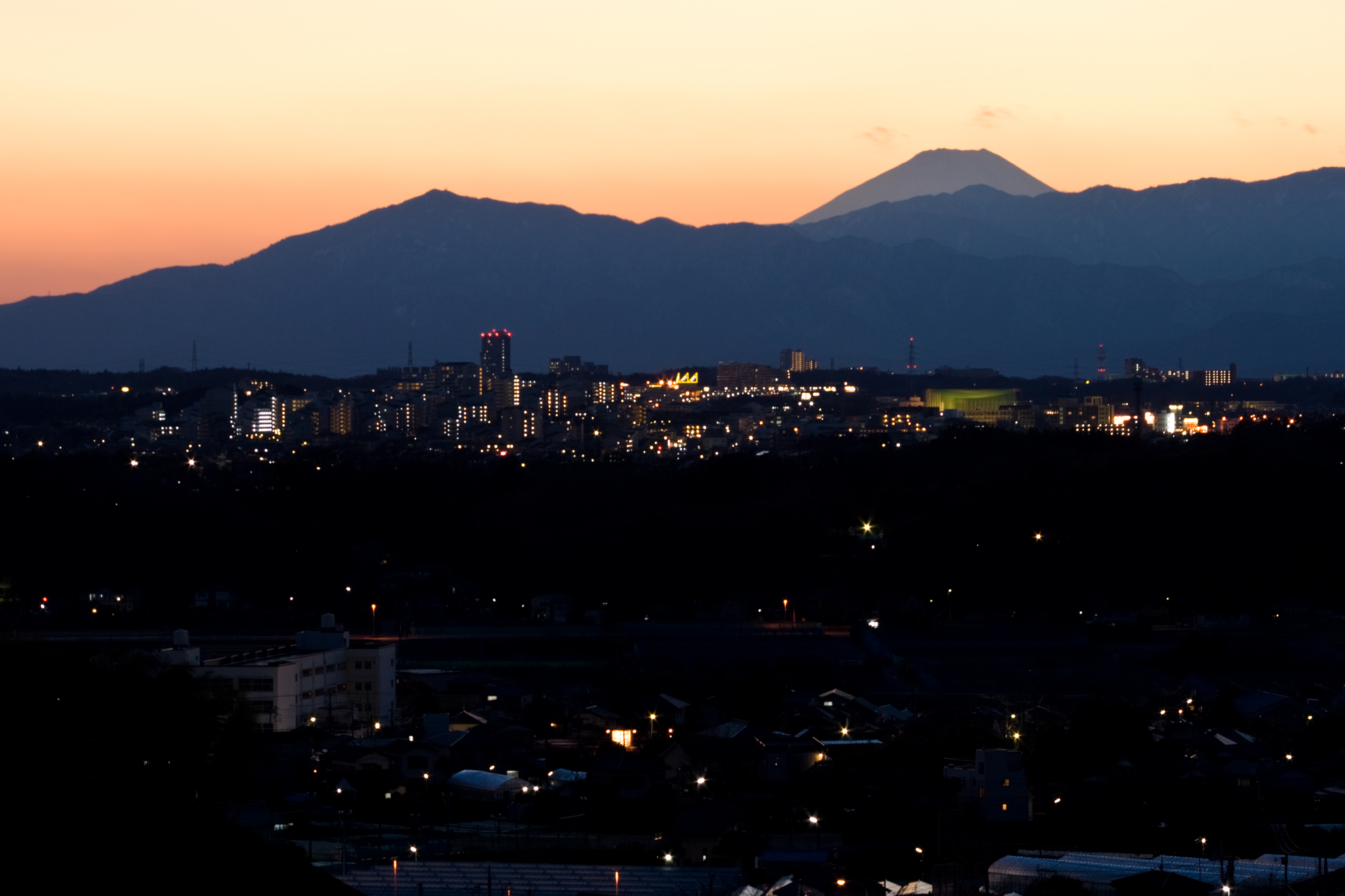
Vue du mont Ōyama et du mont Fuji au loin depuis Yokohama.

Le mont Ōyama est considéré depuis longtemps comme sacré et un objet de vénération. Des pèlerinages y sont organisés depuis l’ère Hōreki (1751-1764) et les différentes sentiers menant à la montagne étaient appelées Ōyama kaidō (大山街道, route d’Ōyama). De nos jours, ce nom désigne la route nationale 246.
Au sommet de la montagne se trouve le sanctuaire principal Oyama Afuri-jinja (大山阿夫利神社) (shinto). Sur les contreforts se trouvent des sanctuaires annexes au Ōyama-Afuri-jinja et l’Ōyama-dera (大山寺) (temple bouddhique). Le terme Afuri fait référence à la grande quantité de pluie et de nuages associés à la montagne. Les paysans prient ainsi la divinité de la pluie au Ōyama-Afuri-jinja.
Le mont est aussi nommé le « Gardien du pays » (Kunimi-yama).

## Transport et événements

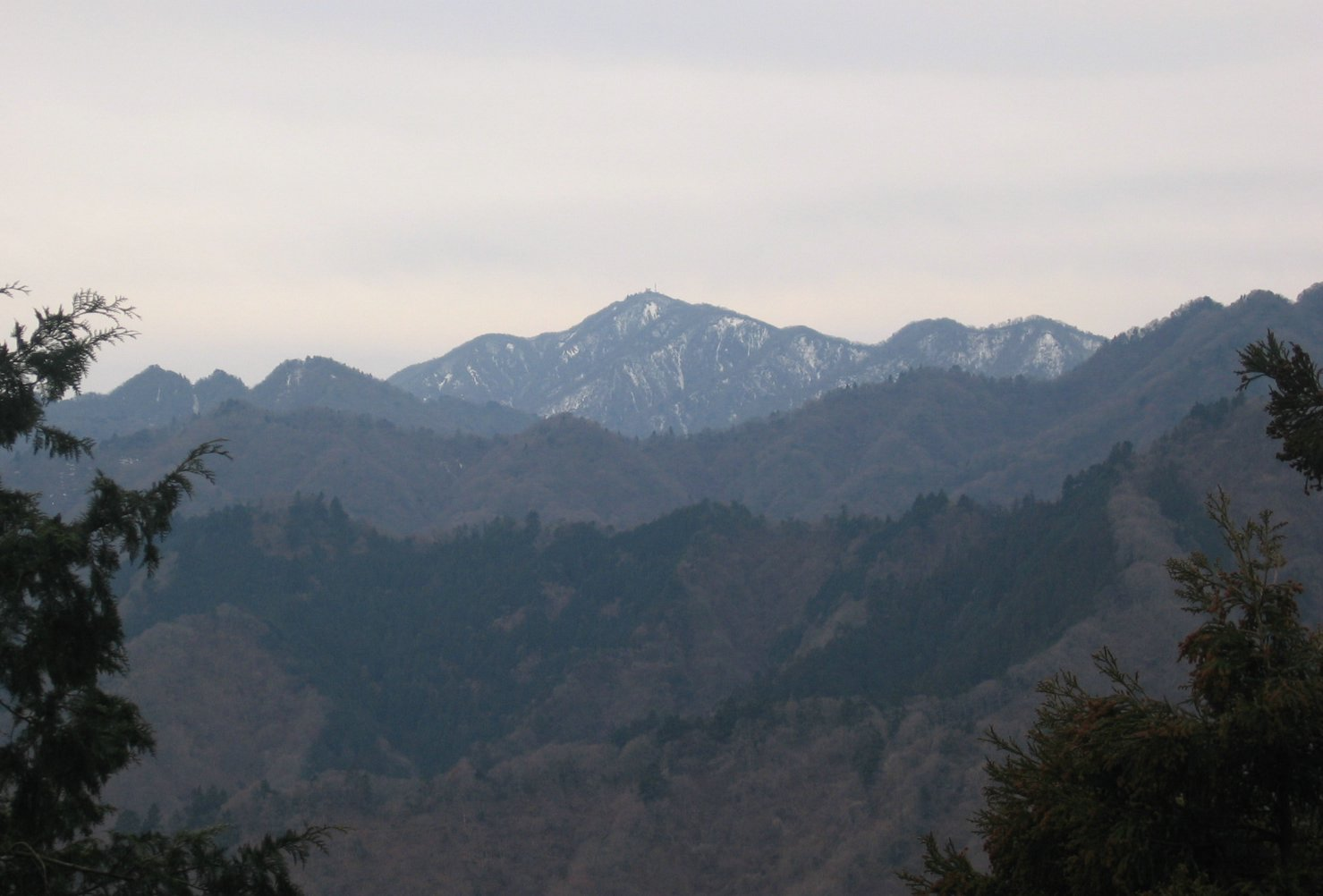
Vue du mont Ōyama depuis le mont Bukka.

Un bus partant de la gare d'Isehara (ligne Odakyū Odawara) et une route étroite permettent d’accéder au funiculaire Ōyama au pied de la montagne. Le funiculaire part à proximité du Ōyama-dera et grimpe jusqu'à proximité du sanctuaire inférieur Ōyama-Afuri.
Le tofu et les toupies sont des produits locaux connus. Il se tient chaque mois de mars le festival du tofu d’Ōyama. En mars également est organisé le trail d’Ōyama de la gare d'Isehara au sanctuaire inférieur Ōyama-Afuri (9 km de distance pour un dénivelé de 650 m).